# Ford MTX-75
Ford MTX-75 este o transmisie cu 5 trepte dezvoltată de Ford Motor Company pentru modelele sale cu tracțiune față cu motor mai mare. „75” se referă la distanța în milimetri dintre arborele principal și cel lac.
Debutând în 1992, transmisia a fost dezvoltată în tandem cu familia de motoare Zetec. Transmisia este optimizată pentru a transfera niveluri mai mari de cuplu decât unitatea mai veche din seria iB utilizată pe modelele Fiesta și Escort. Alte caracteristici includ furnizarea de arbori de transmisie de lungime egală (pentru a combate direcția cuplului) și sincronizare pe treapta de marșarier.
Transmisia a fost folosită pentru prima dată pe Escort Mk V cu motor Zetec (numai XR3i), dar aplicarea sa potrivită a fost pentru Mondeo și derivatele sale (American Ford Contour, Mercury Mystique și New Edge Mercury/Ford Cougar). 2000-2004 Focus cu motor Zetec cu manual a folosit această transmisie, precum și toate versiunile cu motor diesel ale Focus.
Schimbarea principală a unității a fost operarea prin cablu în 1996 pe Mondeo facelifted, deoarece legătura bazată pe tijă a unității originale a atras critici pentru că se simțea vag și negru.
Diferențialul deschis poate fi înlocuit cu un diferențial placat sau ATB pentru utilizare în sport cu motor - Kaaz, Torsen, MFactory și Quaife oferă unități adecvate.